# IIII (Album)
IIII ist das vierte Studioalbum des deutschen DJs und Musikproduzenten Robin Schulz.

## Entstehung und Artwork
Entstehung
Alle Titel des Albums wurden von Robin Schulz selbst, gemeinsam mit weiteren Koautoren, geschrieben. Die meisten Lieder schrieb Schulz gemeinsam mit dem deutschen Produzentenquartett Junkx (bestehend aus: Dennis Bierbrodt, Stefan Dabruck, Jürgen Dohr und Guido Kramer). Das Produzentenquartett stellt insgesamt 14 Autorenbeteiligungen und schrieb bereits für die beiden vorangegangenen Alben Sugar und Uncovered Lieder. Der deutsche Liedtexter Daniel Deimann schrieb an neun Titel mit, womit er die drittmeisten Autorenbeteiligungen stellt. An vierter Stelle folgen die beiden Autoren Daniel Dust und Paul Vogler, die jeweils an drei Titeln als Koautoren tätig waren. Weitere Komponisten und Liedtexter, die zwei Autorenbeteiligungen stellen, sind: Stuart Crichton, Alida Garpestad Peck, Tommy Lee James, Sam Martin, Erik Smaaland und Kristoffer Tømmerbakke. Des Weiteren schrieben 33 weitere Autoren vereinzelt Stücke, darunter namhafte Musiker wie Christopher Braide, Felix Jaehn, Jessica Karpov (Harlœ), Michelle Leonard, Wes Madiko und Michel Sanchez von Wes sowie Grace Sewell (Saygrace). Diese wirken zum Teil auch als Gastsänger oder Studiomusiker auf dem Album mit. Jason Evigan schrieb mit Naked bereits ein Lied für Schulz’ vorangegangenes Album Uncovered. Das Gleiche gilt für Tommy Lee James, der für dasselbe Album den Titel Tonight and Every Night schrieb.
Schulz schrieb nicht nur alle Titel auf dem Album, er war auch für die Instrumentation, Produktion und Programmierung aller Stücke verantwortlich. Das Produzentenquartett Junkx war an all seinen Autorenbeteiligungen auch für die Abmischung, Instrumentation, Produktion, Programmierung und Tonaufnahme zuständig, womit es an allen genannten Funktionen ebenfalls 14 Beteiligungen stellt, so viel wie kein anderer Externer. Djani Dzihan und Vogler waren für die Abmischung, Instrumentation, Produktion, Programmierung und Tonaufnahme von drei Titel verantwortlich. Der einzige Produzent, der darüber hinaus an mehr als einer Produktion beteiligt war, ist der schottische Musikproduzent Stuart Crichton. Deimann programmierte acht Titel und wurde als Keyboarder für sechs Titel engagiert. Das Mastering erfolgte größtenteils durch Monoposto Mastering, unter der Leitung von Michael Schwabe. Des Weiteren sind zehn weitere Musiker vereinzelt an der Produktionen tätig gewesen, darunter Felix Jaehn oder auch Nick Martin.
Artwork
Auf dem Frontcover des Albums ist – neben Künstlernamen und Albumtitel – Schulz zu sehen. Er sitzt mit angewinkelten Beinen auf einem schwarzen Boden, vor einem schwarzen Hintergrund, während eine leichte Form des Spotlights auf ihn gerichtet ist. Der Albumtitel und der Künstlernamen sind am oberen Rand des Covers angebracht, der Albumtitel ist in roter Schrift zwischen den in weiß gehaltenen Vor- und Nachnamen angeordnet. Die Fotografie stammt von Johannes Hohls.

## Veröffentlichung und Promotion
Die Erstveröffentlichung von IIII erfolgte am 26. Februar 2021 durch das Musiklabel Warner Music als CD, Download, Streaming und Vinyl. Letzteres Medium ist auf 3.000 Exemplare limitiert und beinhaltet ein Poster als Extra. Den endgültigen Erscheinungstermin veröffentlichte Schulz am 11. November 2020 über sein Instagram-Profil mit den Worten: „Nach drei Jahren intensiver Arbeit und unzähligen kreativen Tagen und Nächten im Studio bin ich super happy euch mitteilen zu können, dass am 26. Februar mein neues Album IIII erscheint! Ich kann es nicht abwarten, euch die neuen Scheiben zu zeigen – ich hoffe, ihr feiert sie so wie ich!“ Ab diesem Zeitpunkt war das Album auch vorbestellbar. Die Lieder wurden unter anderem durch Rosz Music Edition, Junkx Edition, Sony/ATV Music Publishing und BMG Rights Management sowie 22 weiteren Musikverlagen verlegt. Der Vertrieb erfolgt ebenfalls durch Warner Music. Das Album setzt sich aus 16 Neukompositionen sowie einer Coverversion zusammen, besteht somit aus 17 Titeln. Gegenüber der Abendzeitung verriet Schulz, das in den drei Jahren der Arbeit rund 50 Lieder entstanden seien.
Um das Album zu bewerben, installierte man eine Drohnen-Lichtshow in den Niederlanden.

## Inhalt
Alle Liedtexte des Albums sind mit einer Ausnahme in englischer Sprache verfasst und stammen von Schulz selbst, der diese mit diversen Koautoren komponierte und schrieb. Das Lied Alane ist in dualisch, der Muttersprache des beteiligten Sängers Wes Madiko. Der Albumtitel „IIII“ steht für die Zahl vier, was eine Umschreibung für sein viertes Studioalbum sein soll. Musikalisch bewegen sich die Lieder im Bereich der elektronischen Tanzmusik, überwiegend in den Stilen Dance, Deep House und Electronic. Das Album besteht aus 17 Liedern, wobei es 16 Neukompositionen beinhaltet. Bei Alane handelt es sich um eine Coverversion, das im Original vom französischen Duo Wes stammt und Schulz neu mit dem Original-Sänger Wes Madiko aufnahm. Bei den Liedern Intro, It’s Only for You und Outro handelt es sich um Instrumentalstücke, alle anderen Lieder entstanden in Kooperation mit Gastsängern, Schulz wirkt lediglich an der Studioarbeit mit. Inhaltlich geht es in den Liedern unter anderem um die Themen: Liebe auf den ersten Blick (Speechless), Verliebtheit (Alane), schwerer Entscheidungen innerhalb einer Liebesbeziehung (All This Love), dem Weggang eines geliebten Menschen (In Your Eyes) oder auch Selbstreflexion (All We Got).
| #  | Titel                                                | Autor(en) | Produzent(en)                                   | Länge |
| -- | ---------------------------------------------------- | --- | ----------------------------------------------- | ----- |
| 1  | Intro                                                | Daniel Dust, Robin Schulz, Paul Vogler | Djani Dzihan, Robin Schulz, Paul Vogler         | 2:01  |
| 2  | In Your Eyes (feat. Alida)                           | Daniel Deimann, Alida Garpestad Peck, Junkx, Gaute Ormåsen, Robin Schulz, Erik Smaaland, Kristoffer Tømmerbakke                                                          | Junkx, Robin Schulz                             | 3:28  |
| 3  | Speechless (feat. Erika Sirola)                      | Christopher Braide, Teemu Brunila, Junkx, Robin Schulz | Junkx, Robin Schulz                             | 3:29  |
| 4  | Live and Let Live (feat. Sam Martin)                 | Daniel Deimann, Junkx, Sam Martin, Robin Schulz | Junkx, Robin Schulz                             | 3:15  |
| 5  | All We Got (feat. Kiddo)                             | Daniel Deimann, Alessandra Günthardt, Junkx, Kiddo, Oliver Lundström, Fredrik Samsson, Robin Schulz                                                                      | Junkx, Robin Schulz                             | 3:10  |
| 6  | Alane (feat. Wes)                                    | Daniel Deimann, Junkx, Wes Madiko, Michel Sanchez, Robin Schulz | Junkx, Robin Schulz                             | 2:54  |
| 7  | Better with You (feat. Svrcina)                      | Bilel Ben Banani, Daniel Deimann, Junkx, Robin Schulz, Molly Marie Svrcina, Aaron Williams, Reign Write                                                                  | Junkx, Robin Schulz                             | 3:02  |
| 8  | All This Love (feat. Harlœ)                          | Stuart Crichton, Daniel Deimann, Tommy Lee James, Junkx, Jessica Karpov, Robin Schulz                                                                                    | Stuart Crichton, Junkx, Robin Schulz            | 2:45  |
| 9  | One More Time (mit Felix Jaehn feat. Alida)          | Alida Garpestad Peck, Felix Jaehn, Junkx, Erik Smaaland, Robin Schulz, Kristoffer Tømmerbakke                                                                            | Felix Jaehn, Junkx, Erik Smaaland, Robin Schulz | 3:19  |
| 10 | Make Me Feel the Night (feat. Tyler James Bellinger) | Tyler James Bellinger, Junkx, Kyle Kelso, Robin Schulz | Junkx, Robin Schulz                             | 3:26  |
| 11 | It’s Only for You                                    | Daniel Dust, Robin Schulz, Paul Vogler | Djani Dzihan, Robin Schulz, Paul Vogler         | 2:50  |
| 12 | Kill the Fire (feat. The Leonard)                    | Lorenzo Cosi, Daniel Deimann, Junkx, Yk Koi, Michelle Leonard, Nicolas Rebscher, Robin Schulz                                                                            | Junkx, Robin Schulz                             | 3:05  |
| 13 | Dream (feat. Colour Your Mind)                       | Junkx, Sascha Rumpel, Robin Schulz | Junkx, Robin Schulz                             | 3:11  |
| 14 | Rather Be Alone (feat. Nick Martin & Sam Martin)     | Daniel Deimann, Sean Douglas, Jason Evigan, Jordan Johnson, Stefan Johnson, Junkx, Isidoros Kiloudis, Marcus Lomax, Sam Martin, Nikolaos Martinos, Robin Schulz, Xplicit | Junkx, Nick Martin, Robin Schulz                | 2:52  |
| 15 | Float                                                | Junkx, Robin Schulz | Junkx, Robin Schulz                             | 3:29  |
| 16 | Feel Something (feat. Saygrace)                      | Stuart Crichton, Daniel Deimann, Tommy Lee James, Junkx, Robin Schulz, Grace Sewell                                                                                      | Stuart Crichton, Junkx, Pelican, Robin Schulz   | 2:51  |
| 17 | Outro                                                | Daniel Dust, Robin Schulz, Paul Vogler | Djani Dzihan, Robin Schulz, Paul Vogler         | 2:12  |

## Singleauskopplungen
| Jahr | Titel           | Höchstplatzierung, Gesamtwochen, AuszeichnungChartplatzierungen (Jahr, Titel, , Platzierungen, Wochen, Auszeichnungen, Anmerkungen) | Höchstplatzierung, Gesamtwochen, AuszeichnungChartplatzierungen (Jahr, Titel, , Platzierungen, Wochen, Auszeichnungen, Anmerkungen) | Höchstplatzierung, Gesamtwochen, AuszeichnungChartplatzierungen (Jahr, Titel, , Platzierungen, Wochen, Auszeichnungen, Anmerkungen) | Höchstplatzierung, Gesamtwochen, AuszeichnungChartplatzierungen (Jahr, Titel, , Platzierungen, Wochen, Auszeichnungen, Anmerkungen) | Anmerkungen                                                                     |
| Jahr | Titel           | DE | AT | CH | Dance | Anmerkungen                                                                     |
| ---- | --------------- | --- | --- | --- | --- | ------------------------------------------------------------------------------- |
| 2018 | Speechless      | DE7 Platin · (32 Wo.)DE | AT8 Platin · (27 Wo.)AT | CH9 Platin · (38 Wo.)CH | Dance31 (15 Wo.)Dance | Erstveröffentlichung: 16. November 2018 Verkäufe: + 910.000; feat. Erika Sirola |
| 2019 | All This Love   | DE24 Gold · (21 Wo.)DE | AT32 Gold · (16 Wo.)AT | CH28 (22 Wo.)CH | — | Erstveröffentlichung: 3. Mai 2019 Verkäufe: + 240.000; feat. Harlœ              |
| 2019 | Rather Be Alone | — | — | — | — | Erstveröffentlichung: 13. September 2019 mit Nick Martin & Sam Martin           |
| 2020 | In Your Eyes    | DE5 Platin · (37 Wo.)DE | AT3 ×2Doppelplatin · (36 Wo.)AT | CH5 (54 Wo.)CH | Dance11 (20 Wo.)Dance | Erstveröffentlichung: 10. Januar 2020 Verkäufe: + 970.000; feat. Alida          |
| 2020 | Alane           | DE6 Gold · (23 Wo.)DE | AT3 Platin · (25 Wo.)AT | CH7 (23 Wo.)CH | — | Erstveröffentlichung: 19. Juni 2020 Verkäufe: + 350.000; mit Wes; Original: Wes |
| 2020 | All We Got      | DE5 Gold · (43 Wo.)DE | AT4 Platin · (38 Wo.)AT | CH4 (45 Wo.)CH | Dance20 (15 Wo.)Dance | Erstveröffentlichung: 16. Oktober 2020 Verkäufe: + 370.000; feat. Kiddo         |
| 2021 | One More Time   | DE37 (25 Wo.)DE | AT49 (18 Wo.)AT | CH68 (1 Wo.)CH | Dance43 (1 Wo.)Dance | Erstveröffentlichung: 26. Februar 2021 mit Felix Jaehn feat. Alida              |

## Mitwirkende
Albumproduktion
- Bilel Ben Banani: Komponist (Lied 7), Liedtexter (Lied 7)
- Tyler James Bellinger: Gesang (Lied 10), Komponist (Lied 10), Liedtexter (Lied 10)
- Christopher Braide: Komponist (Lied 3), Liedtexter (Lied 3)
- Teemu Brunila: Komponist (Lied 3), Liedtexter (Lied 3)
- Stuart Crichton: Komponist (Lieder: 8, 16), Liedtexter (Lieder: 8, 16), Musikproduzent (Lieder: 8, 16)
- Lorenzo Cosi: Komponist (Lied 12), Liedtexter (Lied 12)
- Daniel Deimann: Keyboard (Lieder: 2, 4, 7–8, 12, 14–16), Komponist (Lieder: 2, 4–8, 12, 14, 16), Liedtexter (Lieder: 2, 4–8, 12, 14, 16), Programmierung (Lieder: 2, 4, 7–8, 12, 14–16)
- Sean Douglas: Komponist (Lied 14), Liedtexter (Lied 14)
- Daniel Dust: Komponist (Lieder: 1, 11, 17), Liedtexter (Lieder: 1, 11, 17)
- Djani Dzihan: Abmischung (Lieder: 1, 11, 17), Keyboard (Lieder: 1, 11, 17), Musikproduzent (Lieder: 1, 11, 17), Programmierung (Lieder: 1, 11, 17), Toningenieur (Lieder: 1, 11, 17)
- Jason Evigan: Komponist (Lied 14), Liedtexter (Lied 14)
- Alida Garpestad Peck: Gesang (Lieder: 2, 9), Komponist (Lieder: 2, 9), Liedtexter (Lieder: 2, 9), Musikproduzent (Gesang) (Lied 9)
- Alessandra Günthardt: Komponist (Lied 5), Liedtexter (Lied 5)
- Felix Jaehn: Komponist (Lied 9), Liedtexter (Lied 9), Marimba (Lied 9), Musikproduzent (Lied 9)
- Tommy Lee James: Komponist (Lieder: 8, 16), Liedtexter (Lieder: 8, 16)
- Jordan Johnson: Komponist (Lied 14), Liedtexter (Lied 14)
- Stefan Johnson: Komponist (Lied 14), Liedtexter (Lied 14)
- Junkx: Abmischung (Lieder: 2–10, 12–16), Keyboard (Lieder: 2–10, 12–16), Komponist (Lieder: 2–10, 12–16), Liedtexter (Lieder: 2–10, 12–16), Musikproduzent (Lieder: 2–10, 12–16), Programmierung (Lieder: 2–10, 12–16), Toningenieur (Lieder: 4–10, 12–16)
- Jessica Karpov (Harlœ): Gesang (Lied 8), Komponist (Lied 8), Liedtexter (Lied 8)
- Kyle Kelso: Gitarre (Lied 10), Komponist (Lied 10), Liedtexter (Lied 10), Musikproduzent (Gesang) (Lied 2)
- Kiddo: Gesang (Lied 5), Komponist (Lied 5), Liedtexter (Lied 5)
- Isidoros Kiloudis: Keyboard (Lied 14), Komponist (Lied 14), Liedtexter (Lied 14), Programmierung (Lied 14)
- Yk Koi: Komponist (Lied 12), Liedtexter (Lied 12)
- The Leonard: Gesang (Lied 12)
- Michelle Leonard: Komponist (Lied 12), Liedtexter (Lied 12)
- Marcus Lomax: Komponist (Lied 14), Liedtexter (Lied 14)
- Oliver Lundström: Komponist (Lied 5), Liedtexter (Lied 5)
- Wes Madiko: Gesang (Lied 6), Liedtexter (Lied 6)
- Nick Martin: Musikproduzent (Lied 14)
- Sam Martin: Gesang (Lieder: 4, 14), Komponist (Lieder: 4, 14), Liedtexter (Lieder: 4, 14)
- Nikolaos Martinos: Keyboard (Lied 14), Komponist (Lied 14), Liedtexter (Lied 14), Programmierung (Lied 14)
- The Monsters & The Strangerz: Musikproduzent (Gesang) (Lied 2)
- Gaute Ormåsen: Komponist (Lied 2), Liedtexter (Lied 2)
- Pelican: Musikproduzent (Lied 16)
- Maciej Puchalski: Keyboard (Lied 16), Programmierung (Lied 16)
- Nicolas Rebscher: Komponist (Lied 12), Liedtexter (Lied 12)
- Sascha Rumpel (Colour Your Mind): Gesang (Lied 13), Gitarre (Lied 13), Komponist (Lied 13), Liedtexter (Lied 13)
- Michel Sanchez: Komponist (Lied 6)
- Robin Schulz: Keyboard (Lieder: 1–17), Komponist (Lieder: 1–17), Liedtexter (Lieder: 1–17), Musikproduzent (Lieder: 1–17), Programmierung (Lieder: 1–17)
- Fredrik Samsson: Komponist (Lied 5), Liedtexter (Lied 5)
- Michael Schwabe: Mastering (Lieder: 1, 4–7, 9–13, 15–17)
- Grace Sewell (Saygrace): Gesang (Lied 16), Komponist (Lied 16), Liedtexter (Lied 16)
- Erika Sirola: Gesang (Lied 3)
- Erik Smaaland: Komponist (Lieder: 2, 9), Liedtexter (Lieder: 2, 9), Musikproduzent (Lied 9), Musikproduzent (Gesang) (Lied 2)
- Sondr: Koproduzent (Lied 12), Musikproduzent (Gesang) (Lied 12)
- Molly Marie Svrcina: Gesang (Lied 7), Komponist (Lied 7), Liedtexter (Lied 7)
- Kristoffer Tømmerbakke: Komponist (Lieder: 2, 9), Liedtexter (Lieder: 2, 9)
- Paul Vogler: Abmischung (Lieder: 1, 11, 17), Keyboard (Lieder: 1, 11, 17), Komponist (Lieder: 1, 11, 17), Liedtexter (Lieder: 1, 11, 17), Musikproduzent (Lieder: 1, 11, 17), Programmierung (Lieder: 1, 11, 17), Toningenieur (Lieder: 1, 11, 17)
- Aaron Williams: Komponist (Lied 7), Liedtexter (Lied 7)
- Reign Write: Komponist (Lied 7), Liedtexter (Lied 7)
- Xplicit: Komponist (Lied 14), Liedtexter (Lied 14)
- Kevin Zuber: Keyboard (Lied 16), Programmierung (Lied 16)
- Matthias Zürkler (B-Case): Koproduzent (Lied 12)

Artwork (Cover)
- Johannes Hohls: Fotograf

Unternehmen
- 1916 Publishing: Verlag (Lied 14)
- AIX Music Publishing: Verlag (Lied 14)
- Artist Publishing Group West: Verlag (Lied 14)
- Bad Robot: Verlag (Lied 14)
- BMG Rights Management: Verlag (Lieder: 5, 14)
- Clarkmusic: Verlag (Lied 3)
- Eastman Pond Publishing: Verlag (Lied 14)
- Evan and Eman Publishing: Verlag (Lied 8)
- Honua Music: Verlag (Lied 2)
- Junkx Edition: Verlag (Lieder: 2, 5–6, 8, 14)
- Kobalt Music: Verlag (Lied 14)
- Lunchroom Music: Verlag (Lied 10)
- Michel Sanchez Music: Verlag (Lied 6)
- Monoposto Mastering: Tonstudio (Lieder: 1, 4–7, 9–13, 15–17)
- Native Tongue Music Publishing: Verlag (Lied 8)
- ONY/ATV Ballad: Verlag (Lied 14)
- Osz Music Edition: Verlag (Lied 8)
- Peermusic: Verlag (Lied 3)
- R8D Music Publishing: Verlag (Lied 14)
- Rosz Music Edition: Verlag (Lieder: 1–2, 5–6, 14, 17)
- Sam Martin Music Publishing: Verlag (Lied 14)
- Solo Ace Publishing: Verlag (Lied 14)
- Songs of BBMG: Verlag (Lied 14)
- Sony/ATV Music Publishing: Verlag (Lieder: 3, 5–6)
- Still Working for the Man Music: Verlag (Lied 8)
- Warner/Chappell Music: Verlag (Lied 5)
- Warner Music: Musiklabel, Vertrieb
- Whizz Kid Publishing: Verlag (Lied 5)

## Rezeption

### Rezensionen
Henry Einck von Dance-Charts ist der Meinung, dass IIII nahtlos an die Vorgänger anknüpfe. Schulz biete seinen Hörern alles rund um das Thema Deep House. Darunter fielen „mainstreamtaugliche“ Titel, Crossover mit anderen Genres und atmosphärische Nummern. Zum einen zeige das Album durch die Vielzahl an „Hit-Singles“ wie erfolgreich Schulz in den letzten Jahren gewesen sei. Zum anderen gäbe es eine Menge neuer Musik für „sommerliche Tage“. Als „Highlights“ hob Einck die Titel Live and Let Live und One More Time hervor.
Der Belgische Rundfunk, Radio Essen und SR 1 kürten IIII zum „Album der Woche“ beziehungsweise zur „CD der Woche“.
Maximilian Fritz von laut.de bewertete das Album lediglich mit einem von fünf Sternen und betitelte es als „Vernichtung des guten Geschmacks in der Carpe-Diem-Matrix“, Schulz tische hier abermals ein „zynisches Machwerk“ auf. Alle Titel würden sich „ausnahmslos“ für den Fernsehgarten oder einen Auftritt neben dem „debil grinsenden Schweini im Sportstudio“ bei der „heiß antizipierten EM 2021“ eignen. Der Neuheitswert der Titel tendiere „naturgemäß“ gegen Null, keiner hebe sich nennenswert vom anderen ab. Mit Alane habe Schulz eine Leiche gefunden und „besonders mies zugerichtet“. Im Original eine „sympathisch-alberne Weltmusik“-Nummer, habe er den Titel auf „perfide Art“ noch „stadiontauglicher“ gemacht. Den Gesang von Alida beschrieb Fritz als Lana-Del-Rey-Kopie. Des Weiteren kommt Fritz während seiner Rezension zum Entschluss: „Wieso sich also Mühe bei der Besprechung geben, wenn der Musiker das beim Album zu keiner Sekunde vorhatte?“ Der Rubel rolle auch so, auch wenn eine mögliche Zielgruppe noch immer schwer auszumachen sei. Am ehesten würden sowas „latent homophobe Bros pumpen“, eventuell noch aus Kreisklassentruppen, die sich zum „Saufurlaub“ in Lloret oder Mallorca zusammengerottet hätten. Was paradox sei, führe man sich vor Augen, wie, nach traditionellem Männlichkeitsideal, entmaskulinisiert dieser Sound klinge. Das Online-Magazin kürte IIII zu einem der „schlimmsten Alben des Jahres 2021“.

### Charts und Chartplatzierungen
IIII erreichte in Deutschland Rang neun der Albumcharts und platzierte sich eine Woche in den Top 10 sowie vier Wochen in den Top 100. In Österreich platzierte sich das Album lediglich eine Woche in den Charts und erreichte dabei Rang 29. In der Schweiz erreichte das Album ebenfalls Rang neun und platzierte sich auch eine Woche in den Top 10 sowie fünf Wochen in den Charts. In den britischen Charts verfehlte IIII den Einstieg in die Charts, platzierte sich jedoch auf Platz neun der Dancecharts. Darüber hinaus erreichte das Album Top-10-Platzierungen in Ungarn (Rang 7) und den Niederlanden (Rang 8).
Für Schulz ist dies jeweils der vierte Charterfolg in den deutschen, österreichischen und Schweizer Albumcharts. In Deutschland und der Schweiz erreichte er hiermit nach Prayer und Sugar zum dritten Mal die Top 10.
| ChartsChartplatzierungen | Höchstplatzierung | Wochen |
| ------------------------ | ----------------- | ------ |
| Deutschland (GfK)        | 9 (4 Wo.)         | 4      |
| Österreich (Ö3)          | 29 (1 Wo.)        | 1      |
| Schweiz (IFPI)           | 9 (5 Wo.)         | 5      |

### Auszeichnungen für Musikverkäufe
Im Mai 2022 bekam IIII eine Goldene Schallplatte für über 20.000 verkaufte Einheiten in den Niederlanden. Es ist nach  Prayer in C (Robin Schulz Remix) und Sugar die dritte Plattenauszeichnungen für Schulz in den Niederlanden.
| Land/Region        | Auszeichnungen für Musikverkäufe (Land/Region, Auszeichnung, Verkäufe) | Verkäufe |
| ------------------ | ---------------------------------------------------------------------- | -------- |
| Niederlande (NVPI) | Gold                                                                   | 20.000   |
| Insgesamt          | 1× Gold ·                                                              | 20.000   |

Hauptartikel: Robin Schulz/Auszeichnungen für Musikverkäufe